# Pravoslavlevia
Pravoslavlevia es un género de foraminífero bentónico de la subfamilia Lenticulininae, de la familia Vaginulinidae, de la superfamilia Nodosarioidea, del suborden Lagenina y del orden Lagenida. Su especie tipo es Saracenaria pravoslavlevi. Su rango cronoestratigráfico abarca desde el Sinemuriense (Jurásico inferior) hasta el Vindoboniense (Eoceno).

## Clasificación
Pravoslavlevia incluye a las siguientes especies:
- Pravoslavlevia invenusta †
- Pravoslavlevia pravoslavlevi †